# Biblioteka Poznańskiego Towarzystwa Przyjaciół Nauk
Biblioteka Poznańskiego Towarzystwa Przyjaciół Nauk – biblioteka naukowa założona w 1857 r., agenda Poznańskiego Towarzystwa Przyjaciół Nauk. Mieści się w gmachu PTPN w Poznaniu, przy ul. Seweryna Mielżyńskiego 27/29. Z uwagi na niemożność powołania polskiej uczelni pod zaborem pruskim, powstanie Towarzystwa wyrażało dążenie Wielkopolan do powołania polskiego ośrodka naukowo-kulturalnego, a Biblioteka i Muzeum PTPN stanowiły niezbędne zaplecze tego typu działalności i zalążki późniejszych poznańskich instytucji w niepodległej już Polsce, tj. biblioteki Wszechnicy Piastowskiej (Uniwersytetu im. Adama Mickiewicza) oraz Muzeum Wielkopolskiego (Muzeum Narodowego w Poznaniu).

## Historia

### Podpruskim zaborem
Losy Biblioteki Poznańskiego Towarzystwa Przyjaciół Nauk wiążą się ściśle z dziejami i zadaniami samego Towarzystwa, które powstało w Poznaniu w początkach 1857 r. Działające w owym czasie w Wielkopolsce dwie liczące się w skali kraju biblioteki: Kórnicka założona w 1826 i Raczyńskich otwarta w 1829 r., nie mogły w pełni zaspokoić potrzeb kształtującego się z wolna miejscowego środowiska naukowego, gdyż pierwsza nie gromadziła najnowszej literatury z zakresu nauk przyrodniczych i ścisłych, druga natomiast miała służyć przede wszystkim celom dydaktycznym i popularyzatorskim. Należało powołać do życia bibliotekę, której zadaniem byłoby gromadzenie i udostępnianie aktualnej literatury naukowej. Zrealizowanie tego zamiaru nie było łatwe, choć zabiegał o to usilnie Zarząd Towarzystwa i za jedno ze swoich zadań wyszczególnionych w pierwszych „Ustawach” z 1857 r. uznał „gromadzenie zbiorów” obok zbieractwa „pamiątek”. Od tego też roku składali Towarzystwu w darze książki m.in. księgarze poznańscy, Jan Konstanty Żupański i Napoleon Kamieński, pisarz i działacz narodowy śląski Józef Lompa, przyrodnik Felicjan Sypniewski, archeolog, dziennikarz i wydawca z Wilna Adam Kirkor, polonofil Karol Forster z Berlina, nauczyciel gimnazjalny z Poznania Jan Rymarkiewicz, lekarz poznański dr Teofil Matecki oraz uczony historyk wrocławski August Mosbach. W początkach 1858 r. Gustaw Potworowski z Goli (1800-1860) przekazał Towarzystwu księgozbiór Kasyna Gostyńskiego działającego w latach 1836-1846. Nieco później wpłynęły do Towarzystwa kolekcje historyka Jędrzeja Moraczewskiego (1802-1855) oraz założyciela i redaktora czasopisma „Przyroda i Przemysł” Juliana Zaborowskiego (1824-1858). Po 1872 r. Biblioteka otrzymała księgozbiór hr. Seweryna Mielżyńskiego z Miłosławia, składający się 5000 tomów. W roku 1880 ówczesny prezes Towarzystwa Stanisław Egbert Koźmian przekazał Towarzystwu najcenniejszy dar: książki pozostałe po bracie, księdzu kanoniku Janie Koźmianie (1814-1877). Księgozbiór liczący ponad 8 tys. dzieł w 12 tys. tomów zawierał zbierane z wielkim znawstwem najwybitniejsze dzieła literatury i nauki europejskiej od XV do XIX wieku. Ponadto wpłynęły legaty historyka Kazimierza Szulca (1825-1887), księdza Wrócisława Krzyżanowskiego (1836-1923) – większość tych i innych kolekcji z wyraźną przewagą literatury „historycznej”. Książki te można było wypożyczać z Biblioteki za kaucją. Opiekę nad Biblioteką sprawowali konserwatorzy zbiorów Towarzystwa – Hieronim Feldmanowski (1822-1885) w latach 1868-1881, i Klemens Kantecki (1851-1885), w latach 1882-1885, który zaprowadził pierwszy katalog „karteczkowy”, na wzór istniejącego w Bibliotece Ossolińskich we Lwowie.
W 1885 r. Zarząd zwrócił uwagę na konieczność uzupełniania zbiorów o najnowszą literaturę naukową czyli „przechodząc dyscyplinami, sprawiać to, co najniezbędniejsze”. Praktycznie jednak zadanie gromadzenia najnowszej literatury z zakresu nauk ścisłych czy stosowanych wzięły na siebie tworzone w łonie Towarzystwa wydziały. Już około roku 1874 powstała w budynku Towarzystwa specjalistyczna „czytelnia medyczna”, do której z dobrowolnych składek członków oraz – co trzeba podkreślić – ze specjalnego zasiłku Towarzystwa zaprenumerowano kilkanaście znanych czasopism medycznych, polskich i obcych. W 1878 r. czytelnia ta skupiała 21 osób, które prenumerowały 16 czasopism. Gdy w roku 1882 Wydział Lekarski uzyskał własną salę posiedzeń na parterze nowo wybudowanego lewego ogrodowego skrzydła budynku, umieścił w niej prócz abonowanych periodyków lekarskich również wydzielone z księgozbioru głównego starsze dzieła z tej dziedziny. Znaczną ich część stanowił zapewne księgozbiór po lekarzu i historyku medycyny Ludwiku Gąsiorowskim (1807-1863), złożony prawie wyłącznie z polskich czasopism i dzieł lekarskich, które posłużyły mu do napisania pierwszej monografii historii medycyny w Polsce. Nieco później Albertyna z Kolskich Mizerska złożyła w darze księgozbiór po mężu, doktorze medycyny Anastazym Mizerskim (1837-1871). Przed wybuchem I wojny światowej Wydział Lekarski skupiał w Towarzystwie prawie 150 członków na około 200 lekarzy polskich praktykujących w Wielkim Księstwie Poznańskim. „Biblioteka Wydziału Lekarskiego” przetrwała formalnie do 1945 r., kiedy to część jej zbiorów została przekazana miejscowemu Towarzystwu Lekarskiemu, a część najstarsza – pozostała w Zakładzie Historii i Filozofii Medycyny Uniwersytetu Poznańskiego (dziś: przechowywana w Poznaniu przy ul. Sierocej 10).
Jeszcze w latach 80. XIX wieku wydzielono drugi księgozbiór specjalistyczny złożony z dzieł przyrodniczych, którego opiekunem w latach 1888-1923 pozostawał dr Franciszek Chłapowski (1846-1923), długoletni przewodniczący Wydziału Przyrodniczego Towarzystwa. Książki z tego zbioru oznaczono pieczątką z napisem: „Tow. Przyjaciół Nauk w Poznaniu – Wydział Przyrodniczy”.
Czynną codziennie czytelnię ogólną, przeznaczoną przede wszystkim dla członków Towarzystwa, otworzono w 1893 roku. Kilkanaście lat później Biblioteka liczyła już 100 tys. wol. dzieł z rozmaitych dziedzin wiedzy i była największą biblioteką polską w zaborze pruskim. Opiekował się nią od 1885 r. do 1919 r. filolog, dr Bolesław Erzepki (1852-1932), generalny konserwator Towarzystwa. On też założył w 1913 katalog książkowy zbiorów, kontynuowany do roku 1953, a używany przez czytelników jeszcze w latach 60. XX wieku.
Zbiory Towarzystwa przysłużyły się dobrze nauce polskiej w najtrudniejszym etapie jej dziejów, gdy pozbawiona instytucjonalnej opieki państwa zmuszona była opierać się na mecenacie społecznym i prywatnym. Zbiory te wykorzystywali do prac naukowych m.in. Oskar Kolberg, Aleksander Brückner, Józef Ignacy Kraszewski a obok nich uczeni poznańscy: Leon Wegner, Kazimierz Jarochowski, Stanisław Karwowski. Wydane z inicjatywy Towarzystwa tomy 1-5 Kodeksu dyplomatycznego Wielkopolski w dużej mierze uwzględniały zbiór dyplomów tu właśnie zgromadzonych.

### WII Rzeczypospolitej
Wraz z odzyskaniem niepodległości przez Polskę w roku 1918 Towarzystwo weszło w nowy etap swego istnienia i pracy. Po powołaniu do życia Uniwersytetu Poznańskiego (jego pierwszym rektorem został dr Heliodor Święcicki, ówczesny prezes Towarzystwa Przyjaciół Nauk) i po koniecznych reorganizacjach Towarzystwa wyraźnie zmierzającego w kierunku korporacji o charakterze akademickim, członkowie musieli zdecydować o przyszłości zbiorów. Przechodziły one teraz w gestię i pod opiekę wyspecjalizowanych zakładów naukowych (zbiory przyrodnicze, archeologiczne, galeria obrazów) i tylko Biblioteka pozostała agendą Towarzystwa, choć z powodu kłopotów finansowych przeszła czasowo na utrzymanie Biblioteki Uniwersyteckiej, uzupełniając jej braki w zakresie starszej polskojęzycznej literatury naukowej o księgozbiór liczący już wówczas 120 tys. woluminów.
Po przejściu dra Bolesława Erzepkiego na emeryturę w 1919 r. jego miejsce zajęła dr Ludwika Dobrzyńska-Rybicka (1868-1958), jedna z pierwszych Polek szczycących się posiadaniem tytułu doktora filozofii obronionego na uniwersytecie w Zurychu, profesor UP. Kierowała ona pracami Biblioteki do 1937 r.
W latach 1919–1927 Biblioteka posiadała prawo do egzemplarza obowiązkowego druków tłoczonych na terenie dawnego zaboru rosyjskiego. Od roku 1927 egzemplarz przeszedł do Biblioteki Uniwersyteckiej w Poznaniu. Do roku 1930 z Biblioteki Towarzystwa wypożyczano rocznie więcej dzieł niż z Biblioteki Uniwersyteckiej.
Głównym źródłem nabytków bibliotecznych stała się w tym czasie wymiana wydawnictw Towarzystwa, prowadzona z kilkudziesięcioma instytucjami naukowymi na wszystkich kontynentach.
W 1937 r. po przejściu dr Dobrzyńskiej Rybickiej do pracy na Uniwersytecie, kierownikiem Biblioteki został dr Jan Baumgart (1904-1989), późniejszy dyr. Biblioteki Jagiellońskiej.
W 1939 r. zbiory zinwentaryzowane Biblioteki liczyły łącznie 154 901 woluminów, w tym było 1912 jednostek rękopiśmiennych (około 830 skatalogowanych), 1492 jednostki kartograficzne, 1330 jednostek muzykaliów.
Działalność Biblioteki ustała zupełnie w 1939 r., po wybuchu II wojny światowej. Dla wielu bibliotek polskich oznaczała ona kres istnienia. Biblioteka Towarzystwa uległa całkowitemu rozproszeniu. Jej wartościowsze według okupanta zbiory wywieziono do Niemiec (m.in. Berlina i Gryfii), bądź rozmieszczono w pałacach w Cerekwicy, Obrzyckou i Smogulcu (inkunabuły). Inne przekazano do Biblioteki Uniwersyteckiej, większość zaś ulokowano w kościołach poznańskich, skąd wiele trafiło na przemiał do młynów papierniczych w Czerwonaku. Po wojnie nie udało się już odszukać ponad 250 rękopisów kodeksowych z partii zinwentaryzowanych. Całkowicie przepadły archiwa rodzinne Łuszczewskich i Karśnickich z Mchów, a prawie zupełnie – ogromne archiwum ordynacji rydzyńskiej książąt Sułkowskich mieszczące się w 800 wielkich pudłach. Zaginęło ponad 1000 jednostek kartograficznych i tyleż jednostek muzykaliów. W roku 1939 Biblioteka posiadała 163 inkunabuły, w roku 1953 – 133. Dokumentację utracono w 50%. Ucierpiały poważnie budynki Towarzystwa. Niemcy wywieźli też do Berlina papiery wartościowe i zarekwirowali gotówkę Towarzystwa złożoną w Banku Ziemskim. W roku 1945, po ucieczce Niemców z Poznania, w gmachu Towarzystwa nie znaleziono ani jednej książki!

### Po roku 1945
Trud odbudowy i rewindykacji zbiorów spadł na szczupłe grono bibliotekarzy, którymi kierował Jan Baumgart i jego zastępczyni, mgr Aniela Koehlerówna. Zwożono rozproszone po Poznaniu i okolicy książki. Straty uzupełniono częściowo księgozbiorami podworskimi z terenu Wielkopolski.
Biblioteka pozyskała książki po Auguście Cieszkowskim z Wierzenicy, pierwszym prezesie Towarzystwa (ok. 4400 wol.), w roku 1947 przyjęto 1560 dzieł z pałacu Mielżyńskich w Iwnie oraz 400 książek należących do rodziny Brezów z Więckowic. W roku 1949 rewindykowano spod Drezna zbiór atlasów i map w liczbie 280 jednostek. Odzyskano w sumie 75% całości zbioru ze stanu przedwojennego.
Biblioteka otwarta została ponownie 15 grudnia 1947 r. i zaczęła pełnić, w zmienionych już warunkach społeczno-politycznych, swoją podstawową rolę: książnicy dla poznańskich studentów i naukowców.
Od 1 stycznia 1948 r. kierownikiem, a od 1957 r. dyrektorem, Biblioteki została Aniela Koehlerówna (1882-1969).
Powstała w 1952 roku Polska Akademia Nauk rok później przejęła pod swoją opiekę Bibliotekę Towarzystwa, która tym samym wyszła spod kurateli Biblioteki Głównej UP. W okresie po II wojnie światowej Biblioteka szybko powiększała swoje zbiory, głównie zresztą poprzez zakup, ale pozyskała też dziesiątki nowych punktów wymiany na wszystkich kontynentach. Propagowała szeroko wiedzę o książce i kulturze polskiej, m.in. w 1953 r. zorganizowała wielką wystawę pod ogólnym tytułem Książka w kulturze polskiej. Wystawę zwiedziło wówczas 4500 osób. Po przejściu dyr. Anieli Koehlerówny na emeryturę w roku 1963 Zarząd Towarzystwa powierzył kierownictwo Biblioteki mgr. Bernardowi Olejniczakowi. W latach 60. i 70. XX wieku nadał on Bibliotece nowoczesną strukturę organizacyjną, starając się podążać w miarę możliwości finansowych za współczesnymi prądami w bibliotekarstwie. Na jego wniosek Walne Zgromadzenie Towarzystwa podjęło w roku 1964 uchwałę o ograniczeniu gromadzenia do dzieł z zakresu szeroko pojętych nauk humanistycznych. Ta racjonalna decyzja spowodowana była nikłym wykorzystywaniem zbiorów z dziedziny nauk matematyczno-przyrodniczych (1% wszystkich wypożyczeń) i technicznych (6% wypożyczeń).
W 1980 r. kierownictwo Biblioteki przejął dr Ryszard Marciniak, za którego czasów nastąpiło przeprowadzenie zbiorów do nowych pomieszczeń magazynowych wyposażonych w regały metalowe. W roku 1987 w Bibliotece rozpoczął prace pierwszy komputer rejestrujący sygnatury dzieł wypożyczonych, co znakomicie ułatwiło obsługę czytelników. Podjęto również prace nad retrospektywną bibliografią historii Wielkopolski, pomyślaną jako kontynuacja dzieła Andrzeja Wojtkowskiego z okresu międzywojennego.
W latach 90. dyrektor współuczestniczył w budowaniu Poznańskiej Fundacji Bibliotek Naukowych. Fundacja, utworzona formalnie w 1997 r., łączy dziś 11 największych bibliotek Poznania, które posługują się jednym systemem informatycznym Horizon. Razem w bankach danych poznańskich bibliotek fundacyjnych znajdują się głównie opisy druków nowych z bieżących nabytków. Systematycznie trwa także retrokonwersja. Dziś każda biblioteka dysponuje własną bazą danych, a w przyszłości zostanie utworzony centralny katalog dla wszystkich bibliotek naukowych Poznania.

### Dyrektorzy Biblioteki PTPN
- Hieronim Feldmanowski (1822–1885) – konserwator i opiekun zbiorów w latach 1868–1881,
- Klemens Kantecki (1851–1885) – konserwator i opiekun zbiorów w latach 1882–1885,
- dr Bolesław Erzepki (1852–1932) – konserwator i opiekun zbiorów w latach 1885–1919,
- dr Ludwika Dobrzyńska-Rybicka (1868–1958) – kierowała Biblioteką w latach 1919–1937,
- dr Jan Baumgart (1904–1989) – kierował Biblioteką w latach 1937–1939 oraz 1945–1948,
- mgr Aniela Koehlerówna (1882–1969) – kierowała Biblioteką w latach 1948–1969 (do 1957 r. jako kierowniczka, potem dyrektorka Biblioteki),
- mgr Bernard Olejniczak (1919–2003) – dyrektor Biblioteki w latach 1969–1979,
- prof. Ryszard Marciniak (1939–2009) – dyrektor Biblioteki w latach 1980–2009,
- p.o. mgr Elżbieta Stelmaszczyk w latach 2009–2010,
- dr Arkadiusz Wagner – dyrektor Biblioteki w latach 2010–2011[2],
- p.o. mgr Elżbieta Stelmaszczyk w latach 2012–2013,
- dr hab. Bogdan Hojdis – dyrektor Biblioteki w latach 2014–2017.
- dr Anna Kołos – dyrektor Biblioteki w latach 2017–2019.

## Zbiory
Historyczny zasób zbiorów Towarzystwa ukształtowany przed laty darowiznami i nabytkami całych księgozbiorów prywatnych zadecydował o obecnym charakterze Biblioteki, liczącej ogółem 344 662 woluminów. Dziś Biblioteka gromadzi i przechowuje oprócz druków nowych także zbiory specjalne, na które składają się rękopisy, stare druki, mapy i atlasy, ikonografia i ekslibrisy.
Ze względu na rangę posiadanych zbiorów, współtworzących przez wiele lat Narodowy Zasób Biblioteczny, Biblioteka odnotowana jest we wszystkich ważniejszych polskich i zagranicznych informatorach nauki.

### Druki zwarte nowe i czasopisma
Do roku 1964 Biblioteka gromadziła książki i czasopisma z wszystkich dziedzin wiedzy, od 1964 roku (po decyzji Walnego Zebrania) – książki z zakresu nauk humanistycznych, a przede wszystkim z historii Polski i innych krajów europejskich, historii i teorii literatury polskiej, językoznawstwa indoeuropejskiego, prawa, politologii, socjologii, psychologii i nauk o ziemi. Do tego dochodzą regionalia i druki serbołużyckie, które są tu gromadzone od XIX wieku.
Biblioteka zwraca wielką uwagę na ochronę historycznego zasobu polskich druków XIX-wiecznych. Podobna tendencja widoczna jest w wielu bibliotekach posiadających zbiory dawne. Wkrótce też wydawnictwa te zostaną zaliczone do „starych druków”, choćby ze względu na konieczność szczególnej ich ochrony, gdyż drukowane na kwaśnym papierze ulegają szybko destrukcji.
Wśród druków przechowywanych w zbiorach Biblioteki znajdują się między innymi szczątki setek księgozbiorów istniejących w XIX wieku na ziemiach polskich. Dokumentuje je kartoteka proweniencji zawierająca ok. 3000 haseł nazwisk i nazw instytucji. Biblioteka posiada 590 druków ulotnych związanych z wydarzeniami poznańskiej Wiosny Ludów 1848 r., prawie komplet sprawozdań stenograficznych sejmu pruskiego i parlamentu Rzeszy, wiele broszur autorstwa polityków i działaczy społecznych wywodzących się z Wielkopolski, pierwodruki najcenniejszych dzieł literatury polskiej, wydawanych w kraju i na emigracji. Z wieku XIX i z początku wieku XX pochodzi wielki, liczący ponad 470 pozycji, zbiór dysertacji doktorskich Polaków, głównie Wielkopolan studiujących na uniwersytetach obcych. Z reguły w odrębnej części dysertacji doktorant podawał swoje curriculum vitae, które niekiedy stanowi jedyny materiał biograficzny tej czy innej postaci zasłużonej dla polskiej kultury. Z lat 1919–1927 pochodzi kolekcja ponad 500 statutów rozmaitych instytucji działających wówczas na ziemiach polskich.
Z czasopism na uwagę zasługuje zbiór periodyków wydawanych w Wielkim Księstwie Poznańskim i w okresie międzywojennym.

### Zbiory specjalne

#### Rękopisy
Zbiór rękopisów utworzony został przede wszystkim z darów. Pierwszymi nabytkami były Wiersz do legiów polskich Cypriana Godebskiego w autografie, przekazany przez Władysława Kosińskiego, kilka fascykułów akt Towarzystwa Zbieraczów Starożytności Krajowych w Szamotułach (1840-1946), rękopis Głosu wolnego wolność ubezpieczającego Stanisława Leszczyńskiego (dar Kazimierza Kantaka) oraz dziesiątki dokumentów pergaminowych klasztorów i kościołów wielkopolskich (m.in. z daru Władysława Niegolewskiego). Katalog zbiorów Towarzystwa opublikowany w 1869 przez Hieronima Feldmanowskiego wymieniał 55 rękopisów, z których połowa dziś nie istnieje.
Zbiory rękopiśmienne Biblioteki mają charakter historyczno-literacki, z dużą przewagą rękopisów związanych proweniencyjnie z Poznaniem i regionem wielkopolskim. Pod względem chronologicznym sięgają one wprawdzie średniowiecza, ale przeważają zdecydowanie rękopisy XIX i XX-wieczne. Na koniec 2014 r. Biblioteka liczyła 1825 rękopisów. Nieliczne z zachowanych rękopisów średniowiecznych (5 kodeksów) pochodzą z klasztorów wielkopolskich, skasowanych przez zaborców w XIX wieku. Wśród rękopisów późniejszych znalazło się m.in. kilkaset utworów dramatycznych pisarzy polskich XVIII-XX wieku oraz wiele tekstów szkolnych z wieków od XVI do XVIII. Na wzmiankę zasługuje również dziewiętnastowieczna kolekcja teatraliów Wojciecha Simona (1854-1900), literata i publicysty, licząca 174 jednostki z 185 utworami dramatycznymi. Po II wojnie światowej wpłynęły do Biblioteki fragmenty archiwów rodzinnych Turnów z Objezierza, Cieszkowskich z Wierzenicy, papiery historyka, profesora Uniwersytetu Poznańskiego Jana Rutkowskiego (32 teki), rękopisy utworów współczesnego dramaturga i poety Tadeusza Różewicza oraz spuścizny dwu kierowniczek Biblioteki: Ludwiki Dobrzyńskiej-Rybickiej i Anieli Koehlerówny.
Wśród cymeliów rękopiśmiennych Biblioteki na wymienienie zasługują zielnik „z pól i łąk nadniemeńskich” zebrany przez Elizę Orzeszkową i rękopis pierwszej dwuaktowej wersji Halki Stanisława Moniuszki, z lat 1846-1847.
Dyplomy pergaminowe, wywiezione w czasach okupacji do Niemiec, zostały w 1958 r. zwrócone w liczbie 474 przez Związek Radziecki i dziś znajdują się w zbiorach Archiwum Państwowego w Poznaniu.

#### Inkunabuły
Biblioteka posiada 155 inkunabułów, wśród których zakupiony w 1995 r. z dotacji Urzędu Miejskiego w Poznaniu De medicina libri 8, wydany w Wenecji w 1497 roku. Jest to dzieło Aulusa Corneliusa Celsusa, pisarza z przełomu starej i nowej ery, najznakomitsze rzymskie dzieło o lecznictwie. Klasyczny podręcznik stanowiący kompilację całej ówczesnej wiedzy medycznej, od czasu odnalezienia rękopisu w XV w. wielokrotnie wznawiany, tłumaczony (tłum. polskie w 1889 r.) i obowiązujący jeszcze w XVIII wieku. Inny inkunabuł wart wspomnienia to obydwie części kazań: Sermones de tempore et de sanctis, sive Viridarius (Strasburg 1494-1495) autorstwa Mikołaja z Błonia, kaznodziei katedry poznańskiej i kapelana biskupa poznańskiego Stanisława Ciołka, z którym to pojechał na sobór w Bazylei w roku 1434. Szereg inkunabułów należących do Biblioteki zostało oprawionych według opinii Kazimierza Piekarskiego w Poznaniu pod koniec XV wieku, co jest chlubnym dowodem ich obecności w domach uczonych mężów tego czasu w głównym mieście Wielkopolski.

#### Stare druki
Ponad 15 tysięcy starych druków to bogactwo szczególne, gdyż zbiór ten składa się w dużej mierze z dzieł nabywanych przez mieszkańców Wielkopolski i instytucje działające w tym regionie od XVI do XVIII wieku. Z tych dzieł m.in. tworzyła się Biblioteka Towarzystwa w XIX wieku i one właśnie dokumentują rozwój naszej kultury i nauki, tak w okresie I Rzeczypospolitej, jak i w czasach zaboru pruskiego. Wiele z nich to podstawowe dla kultury europejskiej dzieła pisarzy i uczonych tamtych czasów, wydawane w ośrodkach drukarskich od Hiszpanii i Portugalii po Rosję.
Z druków XVI-wiecznych Biblioteka przechowuje 1408 dzieł, z których 562 zaliczyliśmy do poloników. Są wśród nich obydwa pierwsze wydania dzieła Mikołaja Kopernika: O obrotach sfer niebieskich (Norymberga 1543 i Bazylea 1566), książka Józefa Strusia O tętnie (Bazylea 1555), będąca swego czasu bestsellerem europejskim. Pierwszego dnia po wyjściu drukiem sprzedano jej bowiem w Bazylei 800 egzemplarzy. Warto też wspomnieć o pierwszej polskiej popularnej encyklopedii lekarsko-przyrodniczej Stefana Falimirza wydanej u Floriana Unglera w Krakowie w 1534 r. Ten tzw. „ogród zdrowia” jest przekładem-kompilacją kilku rozpowszechnionych druków łacińskich z poprzedniego wieku. Nie brak w zbiorze polskich i obcych edycji dzieła Andrzeja Frycza-Modrzewskiego: O naprawie Rzeczypospolitej, kronik i historii pisanych przez Macieja z Miechowa, Marcina Bielskiego, Macieja Stryjkowskiego, Aleksandra Gwagnina i innych. Wśród nich znajduje się liczący 702 strony druku utwór Marcina Kromera: De origine et rebus gestis Polonorum libri XXX (Bazylea, u Jana Oporyna 1555). Wydanie bardzo się widać opłaciło Oporynowi, jako że trzy lata później w 1558 ukazało się jego staraniem druga edycja, a w 1568 – trzecia. Wszystkie te trzy wydania Biblioteka PTPN posiada w swoich zbiorach. Kromer pisał swe dzieło na użytek obcokrajowców, czego dowodzą wskazówki dotyczące wymowy wyrazów polskich dodane przez autora po dedykacji. Dzieło będące w zasadzie przeróbką Długosza (i w końcowej partii Bernarda Wapowskiego), napisane w wytwornej łacinie, było podziwiane w kołach intelektualnych Europy. Autor dedykował księgę królowi Zygmuntowi Augustowi. Wszystkie trzy wydania są ozdobione portretami Zygmunta Starego i Zygmunta Augusta, które należą do najpiękniejszych portretów książkowych tego czasu.
W drukach PTPN-u reprezentowane są wszystkie oficyny polskie XVI wieku, większość oczywiście pochodzi z tłoczni krakowskich (Jana Hallera, Kaspra Hochfedera, Łazarza Andrysowica, Andrzeja Piotrkowczyka, Macieja Szarffenberga i Mateusza Siebeneichera i in.), ale obecne są też drukarnie z Brześcia Litewskiego (Cyprian Bazylik), Chwastowa (Wereszczyński), Gdańska (Jakub Rhode), Królewca (Jan Daubmann), Legnicy, Łoska (Jan Karcan), Łowicza, Lwowa, Nysy, Pińczowa, Poznania, Torunia, Wilna, Wrocławia i Zamościa.
Z druków obcych wspomnieć wypada wydanie dzieł św. Cypriana, biskupa kartagińskiego i męczennika wyszłe w 1521 r. z oficyny bazylejskiej Jana Frobena, po śmierci którego Erazm z Rotterdamu napisał: „Zniosłem spokojnie śmierć mego własnego brata, ale myśli, że Froben nie żyje, zupełnie znieść nie mogę”. Tegoż Erazma Biblioteka posiada niezwykle staranne wydanie Pacis querela z 1518 r., drukowane w słynnej weneckiej oficynie Alda Manucjusza.
Wśród poloników XVII wieku znajdują się trzy egzemplarze Zielnika Szymona Syreniusza (Kraków 1613). W jednym z nich drzeworyty z przedstawieniami roślin zostały efektownie pokolorowane. W ostatnich latach ilustracje te były wielokrotnie reprodukowane m.in. na potrzeby internetu, gdzie Zielnik posiada swoją własną stronę. Są również trzy kolejne wydania Oekonomiki ziemiańskiej Jakuba Haura, typowego dla tamtych czasów instruktarza gospodarczego (Kraków 1675, 1679, 1693). Dziś budzą wielkie zainteresowanie dzieła Jana Jonstona (1603-1675), lekarza i przyrodnika zamieszkałego w Szamotułach i w Lesznie, z pochodzenia Szkota, w tym Historia naturalis. Jej poszczególne części o ptakach, rybach, stworzeniach morskich, czworonogach, wężach i insektach, wydawane w Amsterdamie i we Frankfurcie nad Menem w latach 1650, 1653, 1657, są bogato ilustrowane miedziorytami autorstwa Mateusza Meriana Młodszego. Ryciny te były powielane później w przeróżnych podręcznikach przyrodniczych i geograficznych. Obok na półkach bibliotecznych stoją amsterdamskie edycje dawnych kronik Froissarda i Commine’a, wiele druków z pracowni Elzewirów, w tym kilkadziesiąt tomików z opisami wszystkich niemal krajów Europy, czy dziełko Andrzeja Rutkowica: Cteticae id est de modis aquirendi z 1650 r. dotyczące polskiego handlu. Ozdobą zbiorów jest dzieło astronoma gdańskiego Jana Heweliusza: Machinae celestis ... exhibens (1673) z 35 miedziorytami przedstawiającymi m.in. przyrządy służące do obserwacji nieba, w tym najdłuższy wówczas na świecie teleskop skonstruowany przez samego autora.
Z wieku osiemnastego posiada Biblioteka dziesięciotomowe wydanie dzieł Erazma z Rotterdamu (Lyon 1703-1706). Francuski bibliograf z początku XIX wieku Jakub Karol Brunet pisze, że jest to najpiękniejsze wydanie i najbardziej kompletne z dzieł Erazma. W roku 1991 pozyskaliśmy po profesorze matematyki Władysławie Orliczu jeden z nielicznych zachowanych w bibliotekach polskich egzemplarz drugiego wydania głównego dzieła Izaaka Newtona: Philosopiae naturalis principia mathematica (Amsterdam 1714). Dzieło to, stojące u podstaw nowożytnej nauki, nie doczekało się jeszcze przekładu na język polski. Egzemplarz Biblioteki PTPN posiada liczne znaki własnościowe, które umożliwiają prześledzenie jego losów na ziemiach polskich od XVIII wieku. Do najpiękniejszych druków XVIII-wiecznych należy dzieło Samuela Pufendorfa: De rebus a Carolo Gustavo (Norymberga 1729), przedstawiające dzieje zwycięstw króla szwedzkiego Karola X Gustawa, z olbrzymią wstęgą miedziorytniczą ukazującą jego pogrzeb w Sztokholmie w 1660 r. Z poloników: pierwsze pełne wydanie Annales Jana Długosza (Lipsk 1711-1712).
W sumie Biblioteka posiada dziś ponad 15 tysięcy dzieł zaliczanych do starych druków. Z tego ponad 1400 druków XVI-wiecznych. Charakterystyczne, że na 565 poloników z tego czasu przypada aż 860 dzieł obcych. Proporcja ta uświadamia nam, jak dalece otwarci byli Polacy tamtych czasów na prądy intelektualne i nowości naukowe pojawiające się w Europie Zachodniej. Podobne proporcje (z jeszcze większą przewagą dzieł obcych) występują także wśród druków tamtego wieku w innych bibliotekach polskich. Ten wyraźnie korzystny dla druków obcych stosunek zmienia się, gdy przechodzimy do dwu następnych stuleci. Poloników XVII-wiecznych Biblioteka zgromadziła ponad 1700 dzieł, obcych – 1350, poloników XVIII-wiecznych 7350 i obcych 2900. O wpływie piśmiennictwa europejskiego na naszą kulturę tamtych czasów niewiele będzie można powiedzieć, dopóki nie sporządzi się katalogów zbiorów obcych w bibliotekach polskich. Bibliografia jest bowiem początkiem wiedzy o poziomie dorobku naukowego i literackiego epoki.

#### Kartografia
Biblioteka gromadziła kartografię od początku swego istnienia i wydała drugi po Mappografii dawnej Polski Edwarda Rastawieckiego (Warszawa 1846) katalog zbiorów kartograficznych w opracowaniu Edmunda Calliera: Spis map geograficznych w zbiorach Towarzystwa Przyjaciół Nauk Poznańskiego (Poznań 1884). E. Callier zebrał kilkadziesiąt atlasów i kilkaset map, z których utworzył dwa ogromne sztuczne atlasy. Jeden z nich pozostał do dziś w zbiorach Biblioteki, z drugiego, po zniszczeniach wojennych, pozostały tylko fragmenty. W okresie międzywojennym do Biblioteki wpłynęły zbiory rodziny Kosińskich z Targowej Górki, gdzie znajdowała się spora liczba dawnych map wojskowych z XIX wieku, w tym mapy należące jeszcze do gen. Amilkara Kosińskiego. Zbiory te ucierpiały mocno w czasie II wojny światowej. Dziś liczą ponad 500 atlasów od XVI do XXI wieku oraz ponad 1500 map, o różnej proweniencji i wartości, w sumie ponad 2000 obiektów.

#### Ikonografia
Obecny skromny zbiór ikonograficzny w zasadzie został zgromadzony po II wojnie światowej. Starsze zbiory, w tym 6246 oryginalnych grafik, Towarzystwo przekazało w okresie międzywojennym w formie bezpłatnego użyczenia do zbiorów ówczesnego Muzeum Wielkopolskiego (dziś Muzeum Narodowe w Poznaniu). Aktualna kolekcja składa się przede wszystkim z albumów z fotografiami dokumentującymi życie kulturalne i naukowe Wielkopolski II połowy XIX wieku i XX wieku. Liczy ok. 900 jednostek, na które nieraz składają się dziesiątki pojedynczych fotografii. Łącznie zawiera około 8000 fotografii oryginalnych, w kopiach oraz druków albumowych, nieliczne oryginalne grafiki i inne prace malarskie.
Znajduje się tu m.in. 21 fotografii K. Gregera z zaprzysiężenia wojska wielkopolskiego w Poznaniu 21 stycznia 1919 r. oraz z pobytu w Wielkopolsce misji wojskowej mocarstw sprzymierzonych w maju 1919 r., fotografie dotyczące Polski, zebrane przez emigrację polską w Londynie w latach 1939-1945 (61 fot.), zbiór fotografii Cieszkowskich z Wierzenicy (91 fot.), zbiór fotografii wybitnych Polaków wydany przez zakład Wojciecha Piechowskiego w Warszawie w latach 1880-82 (19 fot.), zbiór fotografii dokumentujących obchody 100-lecia PTPN w 1957 r. (82 fot.), nagrobki Wielkopolan na dawnym Cmentarzu Świętomarcińskim z 1958 r. (18 fot.), zdjęcia posłów polskich do sejmu pruskiego z lat 1864-72 (76 fot.), IV zjazd przyrodników i lekarzy w Poznaniu 1884 (245 zdjęć małoobrazkowych), zbiór fotografii rodzinnych Wicherkiewiczów XIX/XX wiek (8 fot.), fotografia zbiorowa uczniów polskich w Paryżu XIX/XX w.
Z dzieł obcych warto wspomnieć o zachowanych w zbiorze ponad 100 miedziorytach reprodukujących prace malarskie Williama Hogartha, wykonanych przez E. Riepenhausena, oraz o albumie niemieckiego zgromadzenia narodowego z 1849 r. obradującego we Frankfurcie n. Menem (54 portrety litograficzne uczestników zgromadzenia).

#### Ekslibrisy
Zbiór ekslibrisów jest najmłodszym zbiorem w Bibliotece PTPN, założonym w 2002 r. po wejściu do Biblioteki daru prof. Antoniego Gąsiorowskiego: Albumu z oryginałami ekslibrisów Stanisława Ostoi-Chrostowskiego (Warszawa 1937) i drugiego albumu z 15-toma ekslibrisami Witolda Gawęckiego (Warszawa 1939). Prócz tych dwu kolekcji znajduje się w Bibliotece ponad 1.000 ekslibrisów osób prywatnych i polskich instytucji kulturalnych. Szczególne miejsce zajmuje prawie kompletna kolekcja ekslibrisów autorstwa Stanisława Mrowińskiego.

## Informacja o zbiorach

### Katalogi i informatory
Informacji bio- i bibliograficznych z zakresu nauk humanistycznych udzielają pracownicy działów udostępniania i zbiorów specjalnych. Rocznie – kilka tysięcy porad katalogowych, bibliograficznych i odpowiedzi na kwerendy. Podstawę informacji stanowią jednak katalogi naukowe i kartoteki pomocnicze powstałe przy opracowaniu zbiorów Biblioteki oraz katalog komputerowy.

### Katalogi druków nowych
- Katalog kartkowy alfabetyczny (na kartach formatu międzynarodowego), założony w 1953 r. zamknięty na roku 2000; katalog kartkowy systematyczny, prowadzony w latach 1957-1997, oparty na schemacie katalogu systematycznego Biblioteki Uniwersyteckiej w Poznaniu. Katalog uwzględnia następujące działy: A – Dzieła ogólne, B – Bibliologia, C – Filozofia, D – Pedagogika, E – Religioznawstwo, F – Nauki społeczne, G – Polityka, H – Prawo, I – Nauki pomocnicze historii, J – Historia powszechna, K – Historia Polski, L – Archeologia, M – Historia kultury, N – Etnografia i etnologia, O – Sztuka, P – Językoznawstwo, Q – Literaturoznawstwo, R – Nauki o Ziemi.
- Katalog kartkowy czasopism polskich i obcych, założony w 1953 r. i prowadzony do 2000 r.
- Katalog komputerowy, oparty na systemie Horizon, przejął od 1998 r. funkcje trzech wyżej wymienionych katalogów. Podstawowe dane o wszystkich nowych nabytkach Biblioteki od tego roku zostają wprowadzane do katalogu komputerowego w postaci rekordów zapisywanych w systemie US-Marc. Pozwala on przeszukiwać swoje zasoby według wielu opcji, m.in. według autora, tytułu, tytułu czasopisma, słowa z tytułu, wydawnictwa, hasła przedmiotowego, sygnatury. Katalog komputerowy dziś obejmuje tylko bieżące wpływy i stosunkowo nieliczne przekatalogowywane dzieła z katalogu książkowego wykazanego poniżej. Prowadzi się też konwersję kartkowego katalogu czasopism na katalog komputerowy. Wejście do katalogu komputerowego Biblioteki prowadzi przez witrynę Poznańskiej Fundacji Bibliotek Naukowych lub przez stronę domową Poznańskiego Towarzystwa Przyjaciół Nauk.
- Katalog książkowy zaprowadzony w Bibliotece przez dra Bolesława Erzepkiego przed I wojną światową. Liczył on pierwotnie 41 wielkich woluminów, lecz podczas II wojny światowej sześć z nich zaginęło. Zarzucony w 1953 na rzecz katalogu kartkowego alfabetycznego i wycofany do archiwum bibliotecznego.
- Kartoteka dysertacji doktorskich zawiera 470 pozycji w układzie alfabetycznym według nazwisk autorów.
- Kartoteka proweniencji druków XIX i XX-wiecznych (prowadzona na wzór kartoteki proweniencji starych druków). Liczy dziś 2500 haseł.
- Centralny katalog książek zagranicznych znajdujących się w bibliotekach polskich. Katalog prowadzony w Bibliotece Narodowej na kartach formatu międzynarodowego, w Bazie od r. 1987.
- Centralny Katalog Czasopism Zagranicznych znajdujących się w bibliotekach polskich. Prowadzony w Bibliotece Narodowej.
- Bibliografia polska XIX wieku, wyd. 2, oprac. pod red. K. Estreichera, t. 1-14. Kraków 1959-1987, uwzględnia również w notach proweniencyjnych Bibliotekę PTPN.

### Katalogi inkunabułów
- Katalog kartkowy inkunabułów notuje 154 dzieła. Obecnie rozpoczęto katalogowanie inkunabułów on-line.
- Inkunabuły w bibliotekach polskich. Centralny katalog, pod red. Alodii Kaweckiej-Gryczowej oprac. M. Bohonos, E. Szandorowska i Michał Spandowski, Wrocław i in. 1970-1993. Notuje 149 inkunabułów Biblioteki PTPN (bez podawania sygnatur i proweniencji).
- „Inwentarz sporządzony na podstawie notat dr Dobrzyńskiej-Rybickiej z r. 1936, uzupełniony częściowo autopsją Kazimierza Piekarskiego” (oprawny maszynopis); wykazuje 169 pozycji.

### Katalogi starych druków
- Katalog kartkowy starych druków z podziałem na druki polskie i obce w trzech przedziałach czasowych: XVI, XVII i XVIII wieku. Katalog obejmuje wszystkie aktualnie posiadane przez Bibliotekę, drukowane w tych wiekach dzieła. Do tego katalogu odsyłają dwie kartoteki: drukarzy, w układzie według poszczególnych miejscowości i oficyn wydawniczych, oraz kartoteka proweniencji.
- Katalog komputerowy w systemie „Horizon” – od 1998 r. wszystkie nabytki starych druków są wprowadzane do tego katalogu, który umożliwia także notowanie proweniencji, autorów rycin oraz wydawców czy drukarzy i ich przeszukiwanie. W 1998 r. rozpoczęto też wprowadzać do tegoż katalogu opisy starych druków zarejestrowane już w katalogu kartkowym. W katalogu on-line z są już wszystkie druki szesnasto- i siedemnastowieczne obce.
- Centralny katalog starych druków w Bibliotece Narodowej w Warszawie (Plac Krasińskich nr 5). Uwzględnia również zasoby Biblioteki Towarzystwa.
- Centralny katalog starych druków wielkopolskich w Bibliotece Kórnickiej PAN. Notuje również zasoby Biblioteki Towarzystwa z tego zakresu.
- Katalog starych druków Biblioteki Poznańskiego Towarzystwa Przyjaciół Nauk. Polonica XVI wieku, pprac. E. Stelmaszczyk. Poznań 1991, 194 s. Opisuje on 502 dzieła w 554 egzemplarzach. Zastąpił też zdezaktualizowany silnie katalog opracowany przez L. Dobrzyńską-Rybicką i A. Koehlerówną: Katalog druków polskich XVI w. znajdujących się w Bibliotece Towarzystwa Przyjaciół Nauk w Poznaniu, Poznań 1929 r., 91 s., który obejmował 351 dzieł w 378 egzemplarzach. Katalog ten został jeszcze w okresie międzywojennym uzupełniony o 60 pozycji (ręcznie na interfoliowanych kartach egzemplarza roboczego Biblioteki Towarzystwa) przez Karola Koczorowskiego. Dziś w Bibliotece brak 24 druków z zarejestrowanych w 1929 r.

### Katalogi rękopisów
- Inwentarz rękopisów Biblioteki Poznańskiego Towarzystwa Przyjaciół Nauk (sygn.1-1950), oprac. B. Olejniczak i J. Pietrowicz. (Warszawa 2008, 1019 s.). Ciąg dalszy od sygnatury 1951-2162 pozostaje na razie w wydruku komputerowym. Wykaz tych rękopisów zamieszczono na stronie domowej Biblioteki. W przedziale od numeru 1-800 Inwentarz zachowuje dawne sygnatury nadane rękopisom przed II wojną światową, znane i cytowane niejednokrotnie w literaturze naukowej. W obrębie tego szeregu pozostają wolne sygnatury rękopisów nieodnalezionych. Nowe nabytki lub odzyskane nieliczne rękopisy dawne, nieopatrzone sygnaturami przed II wojną światową, zajęły sygnatury od 801 wzwyż. Wszystkie opisy zostały zindeksowane (indeksy osób, miejscowości, rzeczy, incipitów utworów literackich, proweniencji, wreszcie językowy i chronologiczny). Dla rękopisów nieodnalezionych po II wojnie światowej utworzono kartotekę podzieloną na dwie części. W części pierwszej wynotowuje się z literatury przedmiotu tytuły rękopisów z podanymi sygnaturami (układ kart według sygnatur), w części drugiej – tytuły, a w wypadku ich braku – wzmianki o rękopisach nieopatrzonych sygnaturami (układ alfabetyczny według słów kluczowych).
- Dzieje Poznania i województwa poznańskiego. Informator o materiałach archiwalnych, oprac. zb. pod red. Cz. Skopowskiego, Warszawa 1972. (Na s. 177-188 rozdział poświęcony rękopisom Biblioteki Towarzystwa opracowany przez dyr. Bernarda Olejniczaka).
- Zbiory rękopisów w bibliotekach i muzeach w Polsce, oprac. D. Kamolowa przy współudziale K. Muszyńskiej, Warszawa 1988. Hasło na s. 199-202 dotyczące Biblioteki PTPN oprac. Bernard Olejniczak. Wersja angielska wyszła w 2007 r.

### Katalogi zespołu kartografii
- Katalog kartkowy alfabetyczny krzyżowy (nazwy geograficzne, nazwiska kartografów i nakładców) dla wszystkich zinwentaryzowanych jednostek. Katalog kartkowy zapoczątkowany przez mgr Wandę Jarosławską kontynuowany przez poetę Ryszarda Krynickiego i mgra Michała Łuczaka.
- Spis map geograficznych w zbiorach Towarzystwa Przyjaciół Nauk Poznańskiego, oprac. Edmund Callier, Poznań 1884, 115 s. Spis wyszczególnia w dwu działach atlasy i mapy, łącznie 598 obiektów. Spis dziś posiada jedynie wartość historyczną.
- M. Łodyński, Centralny katalog zbiorów kartograficznych w Polsce, t. 1-4, Warszawa 1961-1968, wyszczególnia 1 atlas z XVI wieku (Abrahama Orteliusza), 5 atlasów i map z XVII wieku, 12 z wieku XVIII i 18 z XIX i XX. Notuje więc jedynie znikomą cząstkę zbioru kartograficznego przechowywanego w Bibliotece PTPN.

### Katalog zbioru ikonograficznego
Dostępny jako inwentarz kartkowy ikonografii w układzie sygnaturowym. Do opisów poszczególnych obiektów wykonano indeks osób widocznych na zdjęciach, a także indeks autorów zdjęć i grafik.

## Działalność Biblioteki

### Stan prawny
Organem założycielskim Biblioteki jest Poznańskie Towarzystwo Przyjaciół Nauk. Biblioteka Poznańskiego Towarzystwa Przyjaciół Nauk pozostaje jednostką statutową Towarzystwa (Statut PTPN z 21 czerwca 1995 r., rozdz. IX), działającą na zasadach określonych w Ustawie o bibliotekach z 27 czerwca 1997 (Dziennik Ustaw nr 85, poz. 539). Od końca XIX wieku miała charakter biblioteki naukowej, publicznie dostępnej. W 1971 r. została wpisana na oficjalną listę polskich bibliotek naukowych (Uchwała Rady Ministrów z 10 lutego 1971 r. – Monitor Polski nr 11, poz. 89 oraz Rozporządzenie Ministra Kultury i Sztuki z 19 marca 1998 r. – Dziennik Ustaw nr 44, poz. 269). Zarząd Towarzystwa powołuje na trzyletnią kadencję Radę Biblioteczną, która czuwa nad prawidłowością działań Biblioteki. Na jej czele stoi dyrektor powoływany przez Zarząd Towarzystwa.

### Źródła finansowania
Do 1921 r. Biblioteka była finansowana przez PTPN ze składek członkowskich. W latach 1921–1952 – przez Uniwersytet Poznański oraz okresowe dotacje Ministerstwa Wyznań i Oświecenia Publicznego // Ministerstwo Oświaty. Po II wojnie światowej, w latach 1953-1991 – przez Polską Akademię Nauk (finansowanie pełne i z tego tytułu właściwie Biblioteka została włączona w struktury Akademii). Po 1992 r. koszty działalności Biblioteki pokrywano w części ze środków: PTPN (stałe finansowanie z dochodów własnych), Komitetu Badań Naukowych (okresowo z funduszu przeznaczonego na Działalność Ogólnotechniczną), Ministerstwo Nauki i Szkolnictwa Wyższego (uznaniowo w ramach dotacji na Działalność Upowszechniająca Naukę).

### Stan liczbowy zbiorów
Na dzień 31 grudnia 2014 r. zbiór liczył 344 662 woluminy, w tym: 241 206 woluminów druków nowych zwartych, 75 975 woluminów (5400 tytułów) czasopism, 24 425 woluminów zbiorów specjalnych, 3056 jednostek nieopracowanych druków z XIX-XX wieku.

### Gromadzenie
Rocznie Biblioteka pozyskuje średnio ok. 4000 woluminów rocznie, w tym z zakupu ok. 2000 woluminów, z wymiany 1100 woluminów, z wymiany dubletów 500 woluminów, z darów 400 woluminów.
Najczęściej nowe publikacje Biblioteka kupuje w sieci księgarń bądź bezpośrednio u wydawców. Cenne są jednak wszystkie źródła nabytków. Biblioteka prowadzi wymianę wydawnictw Towarzystwa z ok. 200 stałymi kontrahentami w 35 krajach świata. (W Polsce z 70 kontrahentami). Średnio jeden tytuł wysyłany jest do 100 odbiorów, zależnie od charakteru wydawnictwa i specjalizacji naukowej kontrahenta.
Rocznie wysyłamy ok. 2000 woluminów i w zamian pozyskujemy z reguły podobną liczbę jednostek. Z nich wprowadza się do Biblioteki ok. 75% jednostek, pozostałe, jako nieprofilowe, rozdziela się corocznie w darze między biblioteki i instytucje naukowe Poznania. Spośród placówek PAN-owskich odbierają je m.in. Zakład Badań Środowiska Rolniczego i Leśnego, Instytut Genetyki Roślin, Instytut Dendrologii w Kórniku i Zakład Wczesnej Historii Słowiańszczyzny. Wśród odbiorców znajdują się również jednostki organizacyjne Uniwersytetu im. Adama Mickiewicza (Instytut Geologii, Geografii Fizycznej, Etnologii i Antropologii Kulturowej, Zakład Hydrobiologii) oraz Akademia Ekonomiczna, Akademia Rolnicza i Akademia Medyczna w Poznaniu.
Wymiana ma na celu z jednej strony wzbogacenie zbiorów bibliotecznych w unikatowe nieraz w skali kraju wydawnictwa, z drugiej – na co od wielu lat kładzie nacisk Zarząd Towarzystwa – propagowanie osiągnięć nauki polskiej w licznych krajach świata. Właściwie biblioteki zagraniczne (z wyjątkiem Biblioteki Kongresu USA) nie kupują książek w Polsce, toteż czytelnicy i uczeni zagraniczni zainteresowani polskimi osiągnięciami naukowymi dowiadują się o nich z czasopism i wydawnictw seryjnych docierających na Zachód i Wschód właśnie w drodze wymiany. Fakt ten jest widoczny w komputerowych katalogach bibliotek niemieckich, angielskich, francuskich czy rosyjskich. Wśród stałych odbiorców wydawnictw PTPN znajduje się m.in. British Library w Londynie, The Library of Congress w Waszyngtonie, Biblioteka Rosyjskiej Akademii Nauk w Petersburgu, Akademie der Wissenschaften w Getyndze, Bibliothèque Nationale w Paryżu, Österreichische Akademie der Wissenschaften.
Wymiana zagraniczna prowadzona przez Bibliotekę PTPN obejmuje następujące kraje: Armenię (1), Australię (3), Austrię (11), Belgię (8), Białoruś (2), Bośnię i Hercegowinę (2), Bułgarię (2), Chiny (2), Chorwację (8), Czechy (21), Danię (1), Finlandię (7), Francję (11), Holandię (1), Indie (1), Izrael (1), Japonię (2), Kazachstan (1), Litwę (2), Macedonię (3), Niemcy (40), Norwegię (1), Portugalię (2), Rosję (6), Rumunię (5), Serbię (2), Słowację (4), Słowenię (6), Szwajcarię (5), Szwecję (1), Ukrainę (2), USA (17), Węgry (5), Wielką Brytanię (8) oraz Włochy (11).
Do 1921 r. główne źródło nabytków stanowiły dary. Dziś tą drogą wpływa do biblioteki niewiele materiałów, głównie książki ofiarowane przez pracowników nauki, najczęściej członków Towarzystwa.

### Opracowanie zbiorów
Od 1997 r. Biblioteka jest członkiem założycielem Poznańskiej Fundacji Bibliotek Naukowych. Wszystkie biblioteki ją współtworzące posługują się tym samym programem komputerowym „Horizon” i formatem USMARC, będącym międzynarodowym wzorem do opracowania druków zwartych i czasopism. Pozostałe zbiory katalogowane są metodami tradycyjnymi.
Druki nowe zwarte opracowujemy na bieżąco od 1998 r. w programie „Horizon”. Również opisy książek z tzw. dawnego zasobu, ujęte jedynie w nieaktualnym już katalogu książkowym, wprowadzamy do katalogu komputerowego. Poza zbiorami opracowanymi pozostaje jeszcze w magazynach ok. 5000 woluminów druków nowych, w tym czasopism, nieopracowanych, co stanowi swoistą zaszłość z czasów zniszczeń i przemieszczeń spowodowanych działaniami wojennymi w latach 1939-1945 oraz bezpośrednio po ich zakończeniu. Opracowanie tego zbioru posuwa się systematycznie, ale wolno, ze względu na priorytet, jaki ma katalogowanie nowości.
Czasopisma – wszystkie czasopisma wprowadzane aktualnie do Biblioteki podlegają komputerowemu opracowaniu. Jednocześnie przystąpiliśmy, na razie jako jedyna biblioteka poznańska, do komputerowej retrokonwersji opisów czasopism ujętych w katalogu kartkowym. Do roku 2008 w katalogu komputerowym znalazły się wszystkie tytuły czasopism ze szczegółowymi danymi o zasobie.
Wszystkie nowe nabytki starych druków są już katalogowane w „Horizonie”, a retrokonwersji podlegają obecnie druki obce XVIII w. oraz inkunabuły. W katalogu komputerowym znalazły się już druki obce z XVI i XVII w. Pozostałe zbiory specjalne nie uzyskały jeszcze teoretycznych podstaw do komputerowego opracowania w systemie Horizon.

### Udostępnianie
Biblioteka otwarta jest dla czytelników przez wszystkie dni w roku, z wyjątkiem niedziel i świąt. Pracuje na dwie zmiany (prócz okresu wakacyjnego), tj. od 900 do 2000. Czytelnicy otrzymują zamówione a znajdujące się aktualnie na miejscu książki (rocznie ponad 50.000 wol.) natychmiast, bez czekania, tak do czytelni, jak i do wypożyczalni. Dla utrzymania tej „ekspresowej” usługi ogromnie cenionej przez użytkowników (nadal rzadki to przypadek w wielkich bibliotekach naukowych polskich) Biblioteka zatrudnia 5 magazynierów. 1 lipca 2010 r. uruchomiono usługę zamawiania książek drogą elektroniczną w katalogu on-line.
Rocznie w czytelni udostępnia się 35 tys. woluminów, poza Bibliotekę wypożycza się 15 tys. woluminów. Około 250 woluminów wysyła się każdego roku do bibliotek naukowych w kraju, a także miast regionu wielkopolskiego w ramach wypożyczeń międzybibliotecznych.
Czytelnicy. Biblioteka udostępnia zbiory członkom Towarzystwa, pracownikom nauki, studentom wyższych uczelni, tak państwowych, jak i niepaństwowych oraz innym osobom powyżej 18 roku życia dokształcającym się zawodowo. Uczniom szkół średnich – tylko na miejscu, w czytelni.
W 1960 r. liczba stałych czytelników wynosiła 1472, w 1970 – 2689, 1980 – 3506, w 1990 – 4232, w 2000 – 3294, w 2014 – 3636.

### Konserwacja
Biblioteka nie posiada własnej pracowni konserwatorskiej i większość opraw wykonują dla niej introligatorzy poznańscy. Obok systematycznego oprawiania czasopism i druków najbardziej narażonych na zniszczenia, w latach 1998-2000 ze specjalnej dotacji Komitetu Badań Naukowych poddano szczegółowej konserwacji 11 inkunabułów, 200 starych druków oraz 10 dyplomów pergaminowych ze zbioru książąt Sułkowskich. Zmikrofilmowano również kilka roczników „Kuriera Poznańskiego” i innych czasopism poznańskich. Oprawiono 600 książek z kolekcji Cieszkowskich z Wierzenicy.
Zbiory specjalne Biblioteki przechowywane są w osobnym pomieszczeniu, gdzie staramy się utrzymać, w miarę możliwości, względnie dobre warunki klimatyczne (wilgotność i temperatura). Klimatyzacja pozostaje na razie w sferze dalekich planów Biblioteki.

### Prace badawcze
W Bibliotece prowadzi się także prace badawcze, jednak ze względów finansowych w bardzo zawężonym zakresie. Bibliotekarze sporządzili m.in. Wykaz członków Poznańskiego Towarzystwa Przyjaciół Nauk za lata 1857-1945 (w: Veritate et scientia. Księga pamiątkowa w 125-lecie Poznańskiego Towarzystwa Przyjaciół Nauk, pod red. A. Gąsiorowskiego. Warszawa – Poznań 1982, s. 123-258), uzupełnili retrospektywną bibliografię historii Wielkopolski, niedokończoną przez autora, Andrzeja Wojtkowskiego ze względu na wybuch II wojny światowej (Bibliografia historii Wielkopolski, oprac. A. Wojtkowski, t. 2, z. 4-8, Poznań 1994) – kontynuacja w dokumencie on-line na stronie WWW Biblioteki; ułożyli rozproszone papiery dra Wojciecha Skowrońskiego, przygotowującego genealogie szlacheckich rodzin wielkopolskich. Papiery Skowrońskiego stanowią swoiste uzupełnienie tzw. Tek Dworzaczka przechowywanych w Bibliotece Kórnickiej PAN (Katalog rękopisów Biblioteki Poznańskiego Towarzystwa Przyjaciół Nauk, sygn. 1601-1700).
W 2011 r. odbyła się wystawa książek z biblioteki marszałka wielkiego koronnego Andrzeja Opalińskiego, której towarzyszył tom studiów pod red. Arkadiusza Wagnera Księgozbiór wielkopolskiego magnata. Andrzej Opaliński (1540-1593). Książka została wydana w Wydawnictwie PTPN, a wśród autorów znalazły się pracownice Biblioteki Elżbieta Stelmaszczyk i Joanna Pietrowicz.

### Baza opraw zabytkowych
W kwietniu 2011 r. zainicjowano na stronie WWW Biblioteki Poznańskiego Towarzystwa Przyjaciół Nauk pierwszą w Polsce elektroniczną bazę opraw zabytkowych XV-XVIII w. Powstała ona jako odpowiedź na dostrzeżone i ciągle wzrastające w kręgach naukowych, antykwarycznych i kolekcjonerskich zainteresowanie tą kategorią rzemiosła artystycznego.
Celem tej bazy jest stworzenie ogólnodostępnego materiału zarówno do specjalistycznych badań, jak i hobbystycznego oglądu, a także zaprezentowanie i popularyzacja zasobów tej zasłużonej poznańskiej książnicy jak najszerszemu gronu odbiorców.
Pojedynczy opis oprócz danych bibliograficznych ,zdjęcia górnej i dolnej okładziny, grzbietu, filigranu wyklejki, ważnych elementów obcięć zawiera także przerysy ołówkowe tłoków, radełek czy plakiet. Podano także w miarę możliwości datę oprawy, kraj i miejsce jej wykonania oraz nazwisko introligatora.

### Prace dodatkowe
Od 2010 roku z okazji majowej Nocy Muzeów Biblioteka organizuje wystawy tematyczne ilustrowane najcenniejszymi rycinami ze własnych zbiorów starodruków, rękopisów, ekslibrisów czy ikonografii. Wystawie towarzyszą dodatkowe atrakcje, np. spektakl teatru „U Przyjaciół”, ilustracja muzyczna w wykonaniu zaproszonych muzyków itp.
Organizujemy tematyczne wystawy starodruków i rękopisów przy okazji cotygodniowych wykładów otwartych organizowanych przez PTPN oraz ilustrujące lekcje biblioteczne.